# Cristian Tello i Herrera
Cristian Tello i Herrera (Sabadell, 11 d'agost de 1991) és un futbolista professional català que juga a la posició d'extrem amb l'Al-Orobah. És internacional amb la selecció catalana.

## Trajectòria esportiva
Criat al barri de Cifuentes de Sabadell, Cristian Tello va començar a jugar a futbol en un equip local, el CF Unió Can Rull Rómulo Tronchoni, d'on va ser fitxat pel FC Barcelona. Aviat va destacar en les categories inferiors barcelonistes, i el 2003 va ser el màxim golejador de l'equip aleví que va conquistar el Torneig internacional de Maspalomas. Però la seva progressió al futbol base blaugrana es va veure interrompuda en arribar al Juvenil i, després de ser cedit un any al CF Damm, el seu contracte no va ser renovat.
Amb la carta de llibertat, va marxar al RCD Espanyol. La temporada 2008/09 va jugar al Juvenil B blanc-i-blau i el següent curs al Juvenil A, encara que en la recta final de la temporada va arribar a donar el salt al filial, de Segona Divisió B. El seu rendiment aquesta campanya va despertar l'interès de diversos clubs de primera divisió, com el Reial Madrid, el Vila-real CF o el FC Barcelona. Encara que l'Espanyol va intentar retenir-lo, oferint-li fitxa amb el primer equip per a la temporada 2010/11, finalment el jugador es va decantar per tornar al FC Barcelona.
Només arribar al FC Barcelona, Pep Guardiola va convocar-lo per a la pretemporada amb el primer equip blaugrana, debutant en un amistós davant el Valerenga IF, disputat a Oslo el 29 de juliol de 2010.
Va debutar oficialment amb el FC Barcelona el 8 de novembre del 2011 contra el CE l'Hospitalet de la Segona Divisió B espanyola, en partit de setzens de final de Copa del Rei. Es va estrenar com a golejador del primer equip en el partit de tornada contra el mateix Hospitalet, marcant 2 gols.
El 28 de gener del 2012 debutà a primera divisió amb el Barça davant el Vila-real CF. Va marcar el seu primer gol a la Lliga BBVA amb el FC Barcelona el 4 de febrer del 2012 contra la Reial Societat, rebent després elogis de Guardiola, que el va qualificar de "bala". El seu segon gol en Lliga amb el FC Barcelona es va produir en la derrota contra CA Osasuna al Reyno de Navarra, el dissabte 11 de febrer de 2012 (va marcar el 3-2).
El 7 març 2012 debutà i marcà els seus dos primers gols a la Champions, en una golejada per 7 a 1 contra el Bayer Leverkusen, esdevenint un jugador més de la primera plantilla, sent amb freqüència titular.

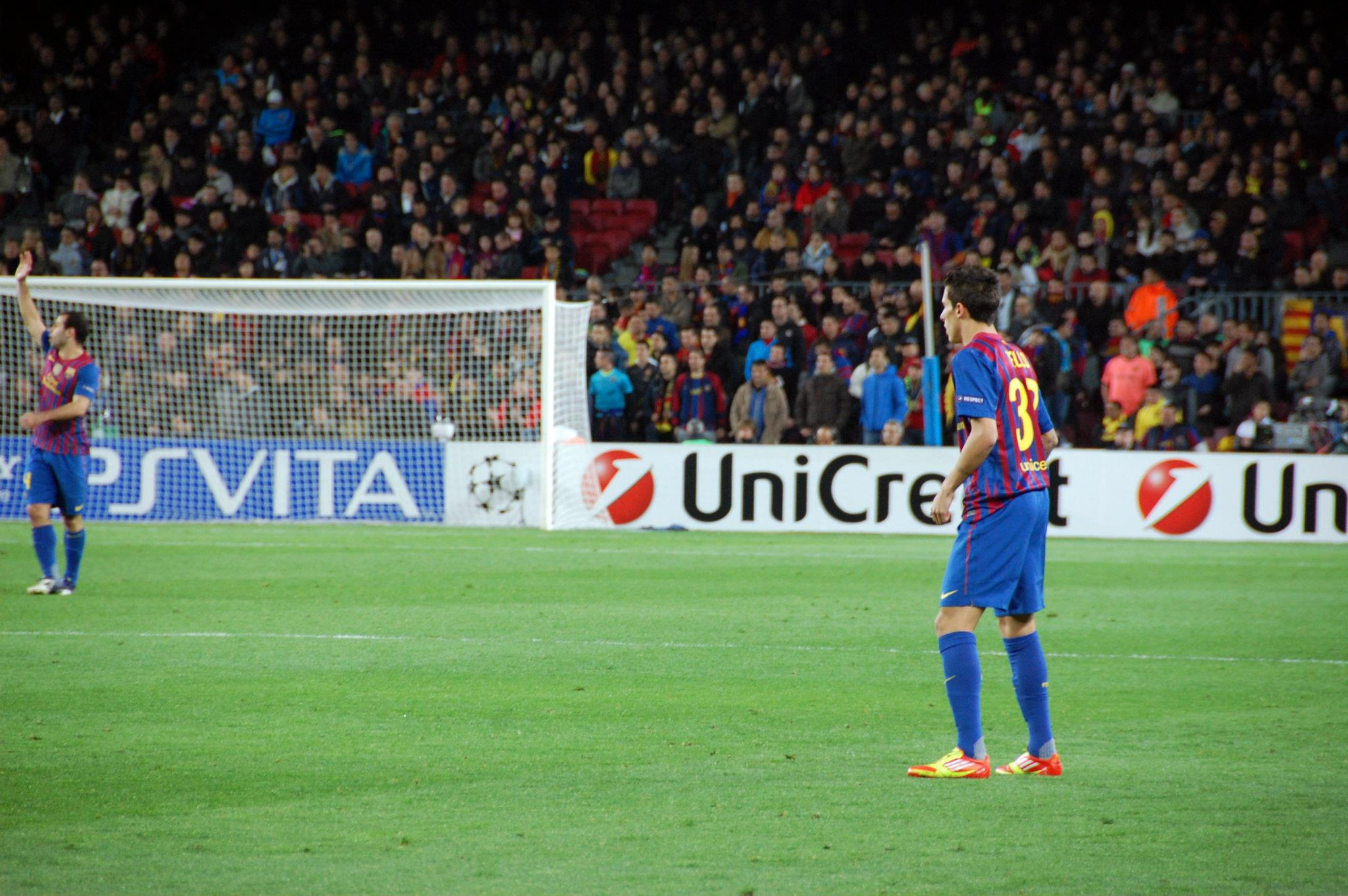
Tello jugant pel Barça a la Lliga de Campions de la UEFA 2011–12.

El juliol de 2014 el FC Barcelona arribà a un acord amb el FC Porto per la cessió de Tello, per jugar dues temporades amb el club portuguès, amb una opció de compra de vuit milions sobre el davanter sabadellenc. Només un dia després d'arribar a Portugal, ja va marcar un gol en el primer amistós que va jugar.
Després d'haver passat un any i mig cedit al Porto, el gener de 2016 va ser presentat com a nou jugador de la Fiorentina.
L'estiu de 2017, en acabar la cessió a la Fiorentina, va retornar a la disciplina del Barça, que no comptava amb ell. El 30 de juny va fitxar pel Reial Betis, per un traspàs de 4 milions d'euros, més un en variables.

## Internacional

### Selecció catalana
Internacional amb la selecció catalana, el 3 de gener de 2013 va disputar amb la selecció catalana el Trofeu Catalunya Internacional 2012,  contra la selecció de Nigèria, un partit disputat a l'Estadi de Cornellà-El Prat, que va acabar en empat a 1.
El 30 de desembre de 2013 va disputar amb la selecció catalana el Trofeu Catalunya Internacional 2013, un partit contra la selecció de Cap Verd, un partit disputat a l'Estadi Olímpic Lluís Companys de Barcelona, que va acabar amb victòria de la selecció catalana per 4 gols a 1.
El maig de 2022 Gerard López el va convocar per disputar el partit Catalunya – Jamaica a Montilivi, una victòria per 6-0 en què Tello fou titular en una davantera formada per ell, Marc Cucurella i Gerard Deulofeu.

### Selecció espanyola
El juliol del 2012 va ser convocat per la selecció espanyola de futbol per representar Espanya als Jocs Olímpics de Londres 2012, una competició en què el combinat espanyol va caure eliminat en la primera lligueta. Va formar part de l'equip sub-21 espanyol que va guanyar el Campionat d'Europa sub-21 el 2013 Posteriorment va debutar amb la selecció absoluta el 14 d'agost de 2013, jugant com a titular en un amistós guanyat per 2–0 contra l'Equador.

## Palmarès

### FC Barcelona
- 1 Lliga: (2013)
- 1 Copa del Rei: (2011-12)
- 1 Supercopa d'Espanya: (2013)[16]